# Marie-Hélène Chisholm
Marie-Hélène Chisholm (ur. 8 czerwca 1979) – kanadyjska judoczka. Olimpijka z Aten 2004, gdzie zajęła piąte miejsce w wadze półśredniej.
Piąta na mistrzostwach świata w 2005; uczestniczka zawodów w 2001, 2003 i 2007. Startowała w Pucharze Świata w latach 1999-2008. Piąta na igrzyskach panamerykańskich w 1999 i 2003. Zdobyła dziewięć medali na mistrzostwach panamerykańskich w latach 1997 - 2006. Pierwsza na igrzyskach frankofońskich w 2001. Wicemistrzyni Wspólnoty Narodów w 2000. Dziesięciokrotna medalistka mistrzostw Kanady w latach 1994-2004.

## Letnie Igrzyska Olimpijskie 2004
| Konkurencja | Eliminacje               | Eliminacje         | Eliminacje             | Repasaże             | Repasaże              | Finały               | Klas. końcowa |
| Konkurencja | Przeciwnik I             | Przeciwnik II      | 1/4                    | Przeciwnik I         | Przeciwnik II         | o 3 miejsce          | Miejsce       |
| ----------- | ------------------------ | ------------------ | ---------------------- | -------------------- | --------------------- | -------------------- | ------------- |
| 63 kg       | Anna von Harnier (GER) Z | Li Shufang (CHN) Z | Ayumi Tanimoto (JPN) P | Saida Dhahri (TUN) Z | Lucie Décosse (FRA) Z | Urška Žolnir (SLO) P | 5.            |